# Futbol a Polònia

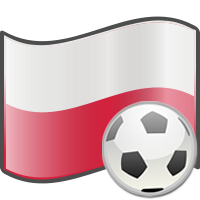

El futbol és l'esport més popular a Polònia amb més de 400.000 practicants regulars.

## Història

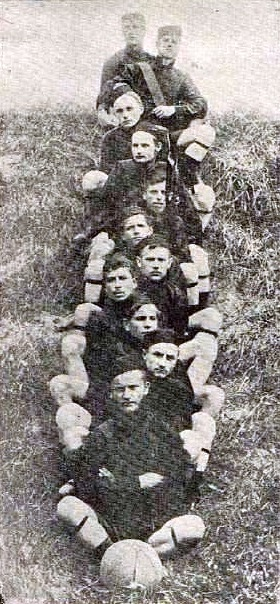
Czarni Lwów el 1904.

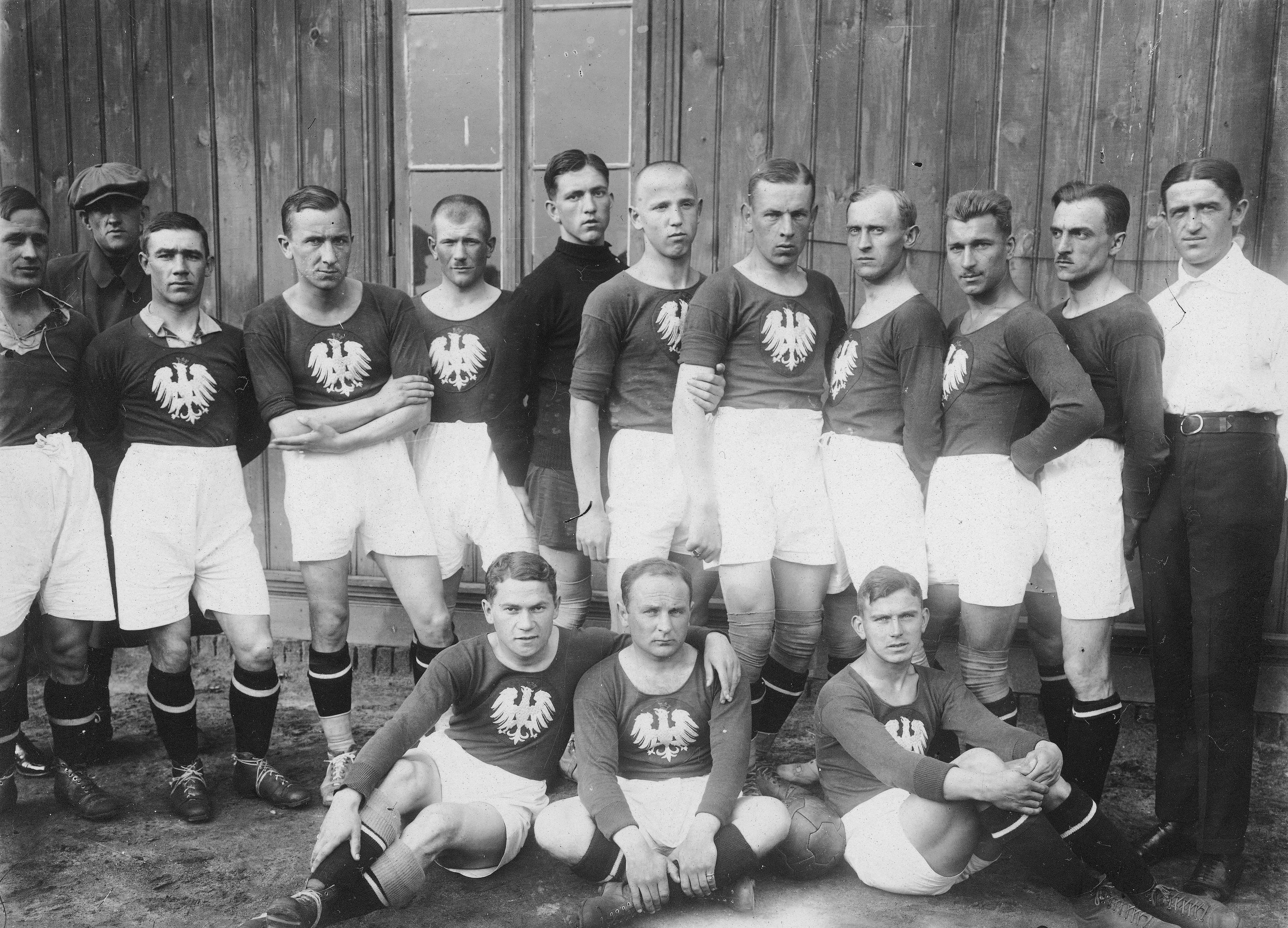
Selecció de Polònia el 1924.

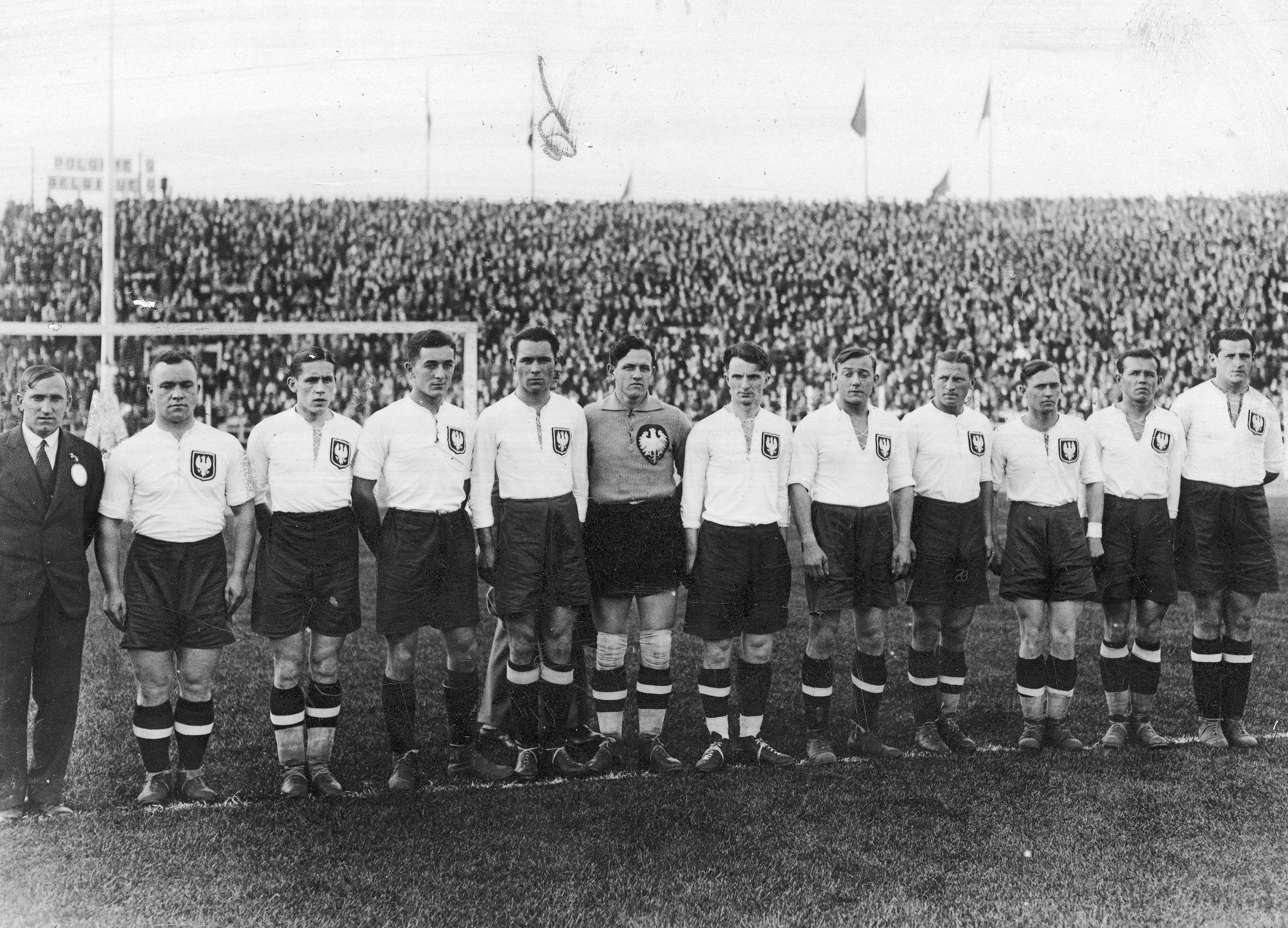
Selecció de Polònia el 1931.

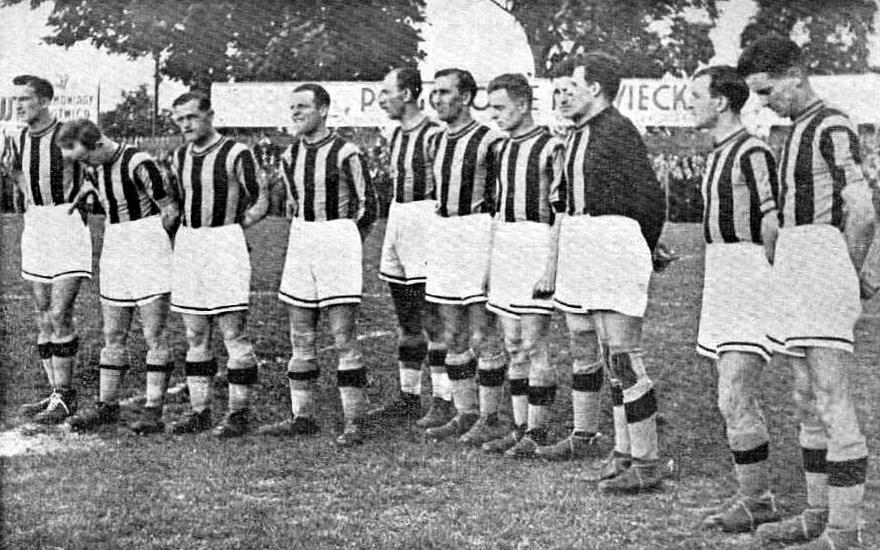
Pogon Lwow el 1936.

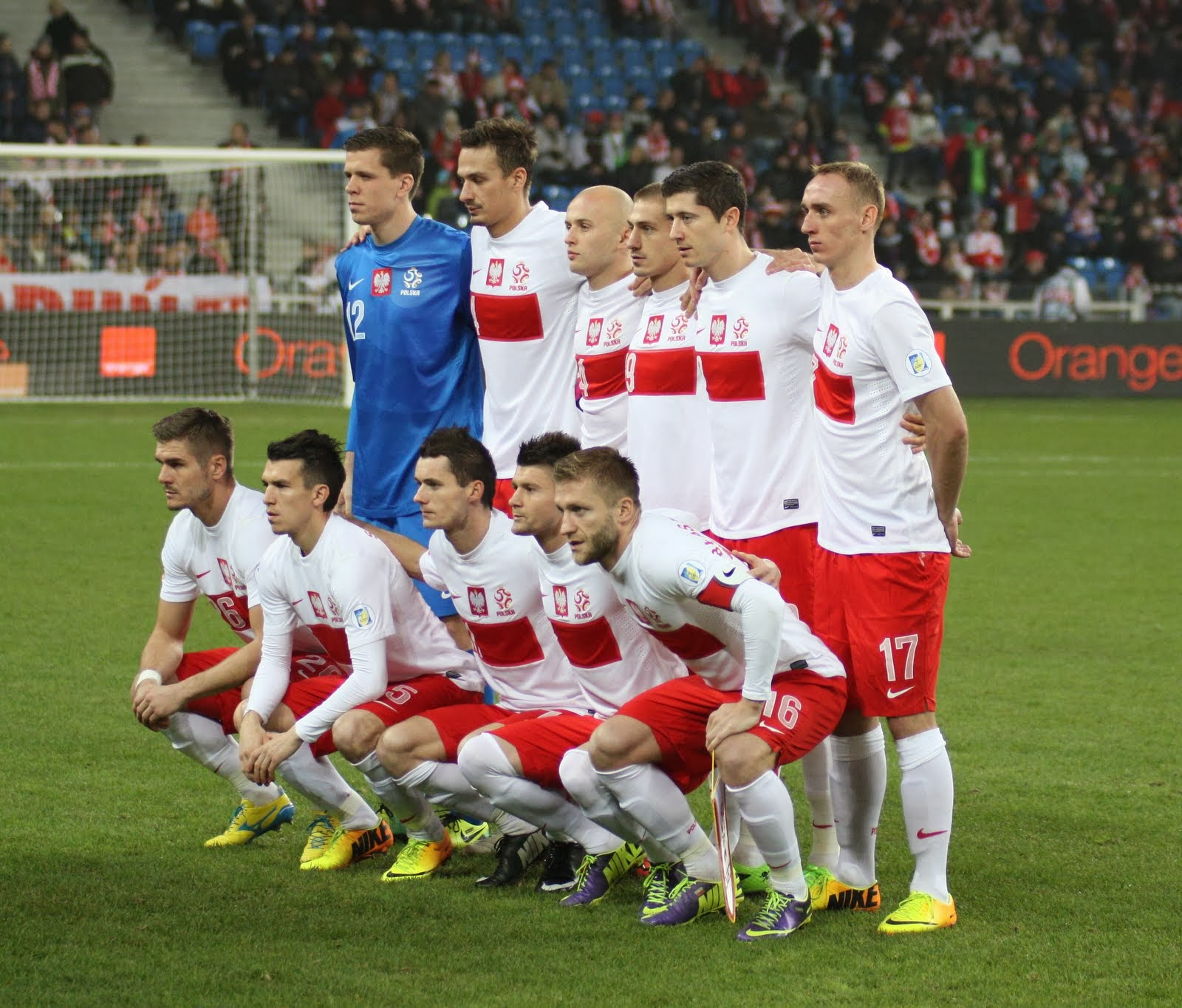
Selecció de Polònia el 19242013.

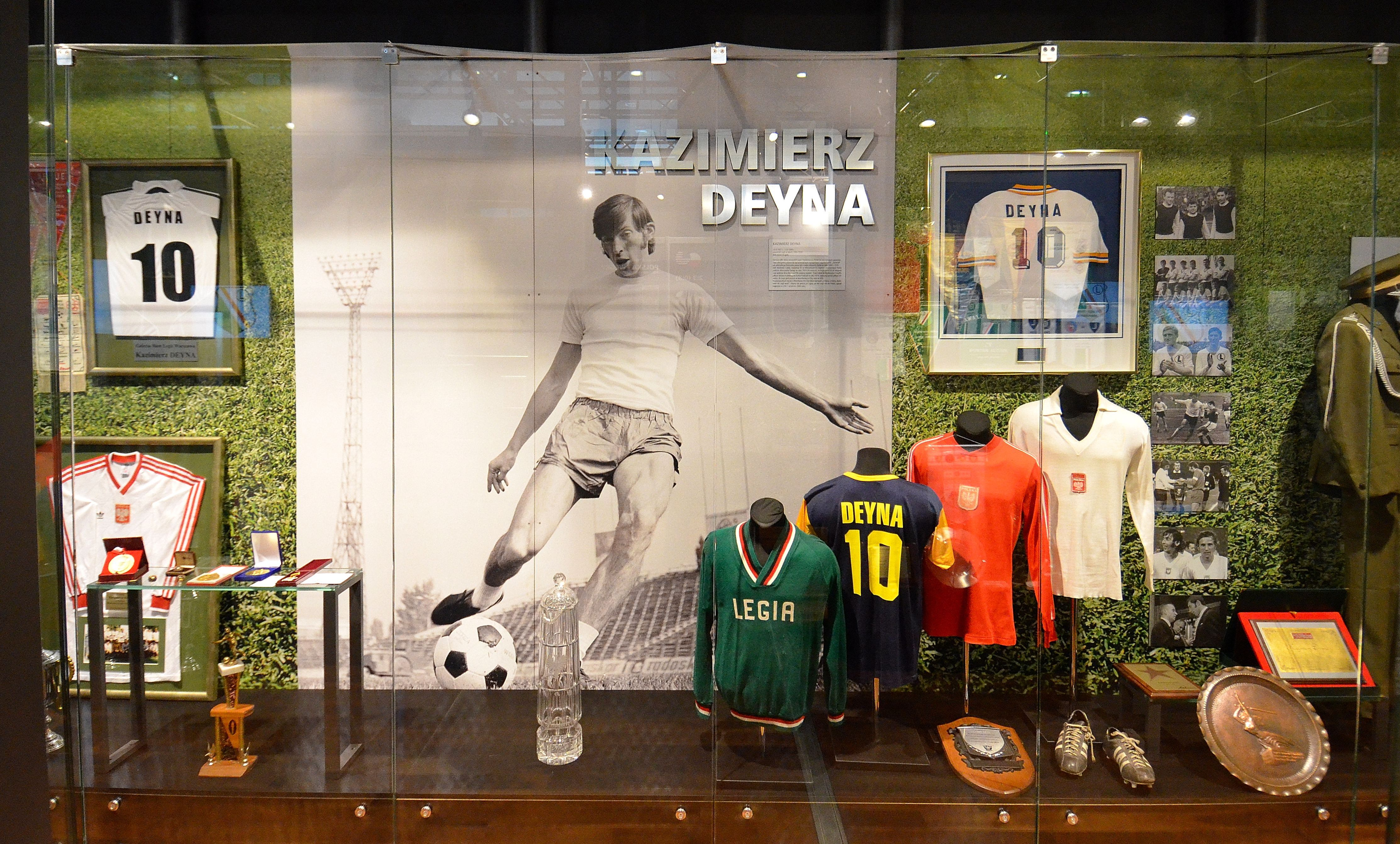
Museu del Legia Varsòvia.

La història del futbol polonès està lligada a l'evolució de la mateixa història del país. Polònia és un territori, les fronteres del qual, han canviat molt al llarg dels anys. El segle xvii la seva superfície era uns 3 cops l'actual i anava cap al sud fins a Kíev. Al segle xix Polònia incloïa només l'àrea al voltant de Varsòvia, Cracòvia i Lublin. Entre el 1874 i el 1921, quan començà a desenvolupar-se el futbol al continent, Polònia formava part dels imperis alemany i rus. Fou a l'àrea germana on es va desenvolupar primer el futbol. Königsberg (Kaliningrad), Danzig (Gdańsk), Stettin (Szczecin) i Breslau (Wrocław) eren centres del futbol germànic anterior al 1945. Varsòvia, Łódź, Lwów i Lublin (que formaven part de Rússia fins a 1918) formaren la base de l'estat polonès creat el 1921, amb l'afegit de Cracòvia de l'Alemanya.
A finals del segle xix l'esport apareix a la societat polonesa (tal com succeí a la resta d'Europa). El 1888, el professor Henryk Jordan, el pioner de l'esport al país, obrí un parc esportiu als afores de Cracòvia. El parc, juntament amb la societat Sokół (fundada el 1867), foren els primers centres que promogueren l'esport i la salut a Polònia. A més de Jordan, Edmund Cenar també promogué la pràctica de futbol i traduí per primer cop les regles de futbol a l'idioma polonès.
Les primeres ciutats on el futbol es començà a desenvolupar foren, Lwów (actual Lviv a Ucraïna) i Cracòvia. El 14 de juliol de 1894 es disputà a Lwów un partidet de futbol entre membres del Sokół de Lwów i Cracòvia. Aquest és considerat el primer matx del futbol a Polònia i guanyaren els de Lwów amb un gol de Włodzimierz Chomicki. L'esport guanyà popularitat als gimnasos de Galítsia. Els primers clubs polonesos es van fundar a inicis del segle xx. Aquests foren: Lechia Lwów (1903), Sława Lwów reanomenat Czarni Lwów (1903), Pogoń Lwów (1904). L'any següent nasqué el Resovia Rzeszów i a la part alemanya de Polònia es formaren el 1. FC Katowice i Warta Poznań. El 1906 el futbol arrela a Cracòvia i es funden el Cracovia Kraków i el Wisła Kraków, d'un total d'11 clubs fundats a la ciutat aquell any.
L'any 1911 es creà Cracòvia la Unió de Futbol Polonès de Galítsia, que ingressà a la Federació Austríaca de Futbol. Aquesta associació inspirà la formació de diversos clubs com el Polonia Warszawa, primer club de l'actual capital del país. Durant la Primera Guerra Mundial molts futbolistes de Galítsia s'uniren a les legions poloneses. Aquests expandiren el futbol per les zones russo-poloneses i provocaren la creació de nombrosos clubs. Molts d'ells usaren la paraula Legia o similars, en referència a aquestes legions, entre ells el Legia Varsòvia.
Polònia assolí la independència un cop acabada la I Guerra Mundial cosa que portà a la creació dels organismes i competicions que avui dia regeixen el futbol del país. La Unió Polonesa de Futbol (Polski Związek Piłki Nożnej, PZPN) es fundà el 20 de desembre de 1919, a Varsòvia. S'afilià a la FIFA el 1923 i fou membre fundador de la UEFA el 1955. El primer partit de la selecció de futbol de Polònia fou l'any 1921 a Budapest enfront Hongria. Durant la dècada dels 20 també s'iniciaren les primeres competicions nacionals, la lliga i la copa.
La millor època del futbol polonès fou la dècada dels 20, on s'aconseguí un or i una plata als Jocs Olímpics, i als setanta, on assolí un tercer lloc als mundials del 1974 i 1982. També fou plata als jocs de 1992 i quarta el 1936.

## Estructura actual
L'estructura actual està dividida en les següents categories i divisions:
- 1a divisió - 1 grup
- 2a divisió - 1 grup
- 3a divisió - 2 grups
- 4a divisió - 8 grups
- altres divisions inferiors

## Competicions
- Lliga polonesa de futbol
- Copa polonesa de futbol
- Supercopa polonesa de futbol
- Copa de la Lliga polonesa de futbol
- Campionats regionals polonesos de futbol

## Principals clubs
Clubs que han estat campions de lliga o copa (a data de 2018) ordenats per ciutat:
- Jagiellonia Białystok SSA (Białystok)
- SP Zawisza Bydgoszcz (Bydgoszcz)
- TS Polonia Bytom (Bytom)
- GKS Szombierki Bytom (Bytom)
- KS Ruch Chorzów (Chorzów)
- KS Cracovia Kraków (Cracòvia)
- RKS Garbarnia Kraków (Cracòvia)
- TS Wisła Kraków (Cracòvia)
- BKS Lechia Gdańsk (Gdańsk)
- MZKS Arka Gdynia (Gdynia)
- KS Dyskobolia GK (Grodzisk Wielkopolski)
- GKS Katowice (Katowice)
- Miedź Legnica (Legnica)
- ŁKS Łódź (Łódź)
- KS Widzew Łódź (Łódź)
- KGHM Zagłębie Lubin (Lubin)
- KS FKS Stal Mielec (Mielec)
- KKS Lech Poznań (Poznań)
- KS Warta Poznań (Poznań)
- Wisła Płock SA (Płock)
- Stal Rzeszów (Rzeszów)
- Zagłębie Sosnowiec SA (Sosnowiec)
- WKS Gwardia Warszawa (Varsòvia)
- Legia Varsòvia (Varsòvia)
- KSP Polonia Warszawa (Varsòvia)
- WKS Śląsk Wrocław (Wrocław)
- KS Amica Wronki (Wronki)
- KS Górnik Zabrze (Zabrze)

## Jugadors destacats
Fonts:
Des de 1920
- Jerzy Bulanow
- Antoni Gałecki
- Waclaw Kuchar
- Henryk Reyman
- Wawrzyniec Stalinski

Des de 1930
- Ewald Dytko
- Jan Kotlarczyk
- Józef Kotlarczyk
- Henryk Martyna
- Jozef Nawrot
- Leonard Piątek
- Władysław Szczepaniak
- Ernest Wilimowski
- Gerard Wodarz

Des de 1940
- Gerard Cieślik

Des de 1950
- Teodor Anioła
- Ernest Pohl
- Edward Szymkowiak

Des de 1960
- Zygmunt Anczok
- Lucjan Brychczy
- Eugeniusz Faber
- Włodzimierz Lubański
- Stanisław Oślizło
- Zygfryd Szołtysik

Des de 1970
- Kazimierz Deyna
- Robert Gadocha
- Jerzy Gorgoń
- Henryk Kasperczak
- Kazimierz Kmiecik
- Grzegorz Lato
- Zygmunt Maszczyk
- Adam Musiał
- Andrzej Szarmach
- Antoni Szymanowski
- Jan Tomaszewski
- Władysław Żmuda

Des de 1980
- Zbigniew Boniek
- Andrzej Buncol
- Dariusz Dziekanowski
- Paweł Janas
- Stefan Majewski
- Waldemar Matysik
- Józef Młynarczyk
- Włodzimierz Smolarek
- Roman Wójcicki

Des de 1990
- Andrzej Juskowiak
- Roman Kosecki
- Tomasz Wałdoch

Des del 2000
- Jacek Bąk
- Jerzy Dudek
- Jacek Krzynówek

Des del 2010
- Jakub Błaszczykowski
- Grzegorz Krychowiak
- Robert Lewandowski
- Łukasz Piszczek

## Principals estadis

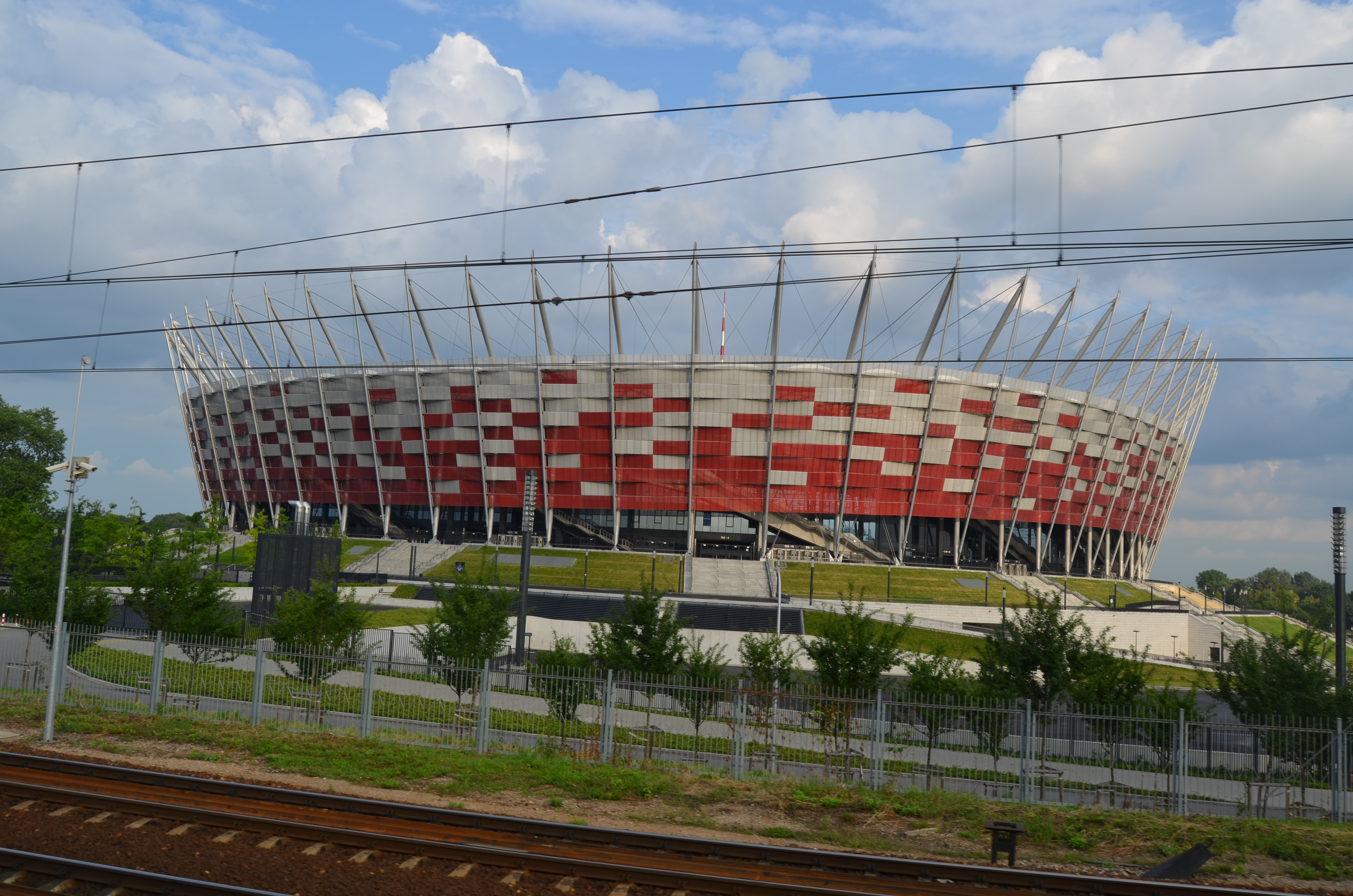
Estadi Nacional de Varsòvia.

- Estadi Nacional de Polònia (Varsòvia)
- Estadi de Silèsia (Chorzów)
- Estadi Municipal de Wrocław (Wrocław)
- PGE Arena Gdańsk (Gdańsk)
- Estadi Municipal de Poznań (Poznań)
- Estadi Olímpic de Wrocław (Wrocław)
- Estadi Henryk Reyman (Cracòvia)
- Estadi Ernest Pohl (Zabrze)
- Pepsi Arena (Varsòvia)
- Estadi Ciutat de Białystok (Białystok)
- Estadi Zdzisław Krzyszkowiak (Bydgoszcz)
- Estadi Florian Kryger (Szczecin)